# Gra niekooperacyjna w postaci strategicznej
Gra niekooperacyjna w postaci strategicznej – model matematyczny w teorii gier pozwalający analizować podejmowanie decyzji w sytuacji konfliktu pomiędzy wieloma graczami. Formalnie, grę niekooperacyjną w postaci strategicznej można przedstawić przy pomocy następujących trzech elementów:
- zbioru {\displaystyle N=\{1,2,\dots ,n\}} graczy,
- dla każdego gracza {\displaystyle i\in N} skończonego zbioru strategii czystych {\displaystyle S^{i}.}
- dla każdego gracza {\displaystyle i\in N} jego funkcję wypłat {\displaystyle h^{i}{:}\ S\to \mathbb {R} ,} gdzie S oznacza iloczyn kartezjański {\displaystyle S=S^{1}\times S^{2}\times \ldots \times S^{n}.}

Na mocy twierdzenia które udowodnił John Nash w 1950 roku, każda gra niekooperacyjna w postaci strategicznej posiada przynajmniej jedną równowagę Nasha w strategiach mieszanych.
Szczególnym przypadkiem gry niekooperacyjnej w postaci strategicznej jest gra dwumacierzowa, w której rywalizują pomiędzy sobą tylko dwaj gracze {\displaystyle (n=2).}
Każda gra niekooperacyjna w postaci strategicznej może być również przekształcona do postaci ekstensywnej.